# Hagakure
Hagakure (Kyūjitai: 葉 隱; Shinjitai: 葉 隠, kar pomeni Skrit v listju ali skrito listje),  ali Hagakure Kikigaki (葉 隠 聞 書), ki v prevodu pomeni "Stvari slišane v senci listov", je praktični duhovni vodnik za bojevnike in ena izmed pomembnejših del, ki kaže na duh časa samurajev na Japonskem. Sestavljen je iz zbirke starodavnih modrosti samurajev in komentarjev Jamamota Tsunetoma, služabnika vladarja Nabeshima Mitsushige, ki je vladal nad ozemljem današnje Saga Prefecture na Japonskem. Tsuramoto Tashiro je zbral te komentarje, ki jih je pridobil v pogovorih z Tsuunetomo med leti 1709 do 1716. Vendar pa le ta niso bila objavljena še mnogo let kasneje in sicer leta 1096. Hagakure je znana tudi kot Knjiga Samurajev, Analects  Nabeshima ali Hagakure Analects.
Hagakure je po objavi vzbudila veliko zanimanja pri japonskih vojaških oblasteh. Njeni nauki so bili izkoriščeni v prid japonskega militarizma pri urjenju kamikaz v prvi polovici dvajsetega stoletjate.

## Vsebina
Knjiga vsebuje poglede Tsunetoa na Bushido, bojevniški kodeks samurajev. V Hagakure je večkrat navedeno, da je Bushido na nek način "pot oziroma način umiranja", ali življenja, kot da človek že mrtev. Samuraj bi po tem kodeksu moral biti pripravljeni umreti v vsakem trenutku, da bi bilo zares zvest svojemu gospodarju, kar ponazarja Tsunetov rek "način bojevnika je smrt" .
V Hagakure Tsunetomo Yamamoto opredeljuje tako filozofske kot politične in vojaške vidike njegovega pojmovanja Bushida. Yamamoto v delu napade temeljno filozofije humanizma in jo označi kot nezdružljivo z Bushidom. Kar zadeva politiko pa strogo zavrača idejo liberalizmao. Samuraj v prevodu pomeni služabnik, katerega glavna lastnost je njegova absolutna poslušnost svojega gospodarja. Smisel njegovega življenja je služenje le temu kot vojak ali uradnik.
Citat: "Zvesti sluga ne pozna svojega obstoja, ampak le gospodarjev."
Citat: "Bodite torej vedno zavezani k doseganju teh ciljev, brez oklevanja, tudi če nauki Bude ali bogov le temu nasprotujejo."
Hagakure odločno zahteva način življenja, ki temelji na funkcioalnosti in na elementih idealizma, da bi najbolje izpolnili svojo socialno funkcijo, ki je vnaprej opredeljena. Zato je za samuraje, kot člane vojske in bojevnike, spoštovanje tradicije in paternalizem nujna. 
V nekaterih odsekih pa Hagakure poziva k ureditvi konfliktov, kot tudi razumevanje in potrpežljivost do drugih ljudi. Vendar pa je to spet v služi funkcionalnost, da bi se izognili konfliktom s preostalim samurajev ali člani drugih skupin družbe.

## Zgodovinsko ozadje
Po smrti njegovega gospodarja, je bilo Tsunetomu prepovedano opraviti junshi, obredni samomor. Razlog za prepoved tega sicer tradicionalnega obreda, je bila razglasitev takratne fevdalne vladavine in želja pokojnega Tsunetomovega gospodarja, ki je tej tradiciji odprto nasprotoval. Hagakure so po razmišljanjih nekaterih zgodovinarjev napisana delno kot prizadevane takratne družbe, da opiše oziroma določi vlogo samuraja v mirnejši družbi. Več poglavji se naslanja in omenja "stare čase", kar bi lahko kazalo [prvotne raziskave?] na nevarno slabitev razreda samurajev v tem času.
Hagakure je napisal približno sto let po začetku Tokugawa dobe, dobe relativnega miru. Brez kakšnih večjih bojev so se samuraji preoblikovanje iz bojevnikov v upravniški razred. Delo Jamamota Tsunetoma je [izvirno raziskovanje?] eden od pristopov k problemu ohranjevanja vojaške pripravljenosti in ustrezne vojaške miselnosti v času, ko sta bili obe nepotrebni.